# Duftsiegel
Das Duftsiegel (Maianthemum racemosum) ist eine Pflanzenart aus der Gattung Schattenblumen (Maianthemum) innerhalb der Familie der Spargelgewächse (Asparagaceae). Sie ist in Nordamerika weitverbreitet mit Vorkommen sind aus allen US-Bundesstaaten mit Ausnahme von Hawaii und Alaska, aus allen kanadischen Provinzen und Territorien mit Ausnahme von Nunavut und Yukon und in Mexiko. Englischsprachige Trivialnamen sind treacleberry, feathery false lily of the valley, false Solomon's seal, Solomon's plume oder false spikenard.

## Beschreibung

Illustration von Maianthemum racemosum subsp. racemosum

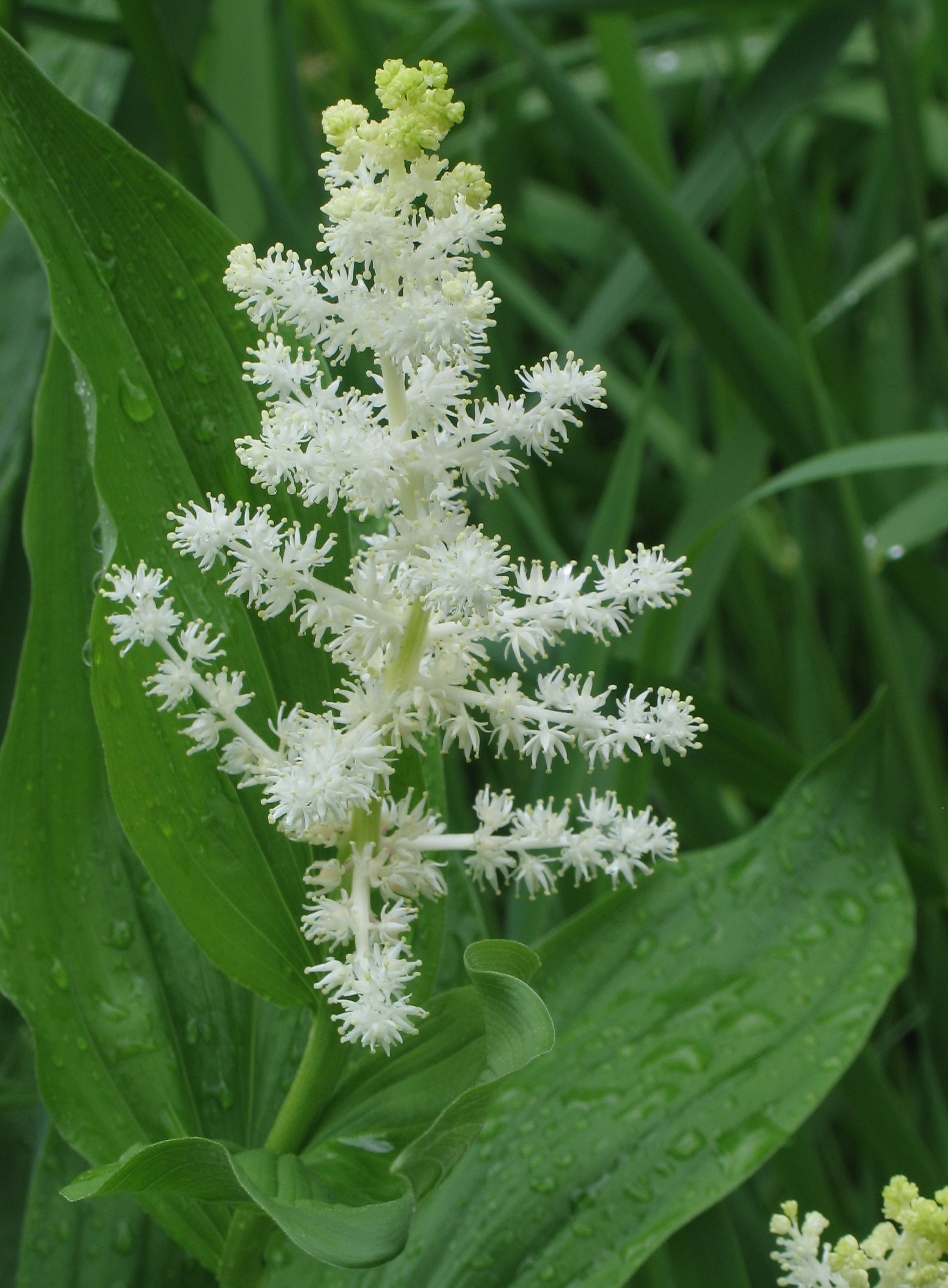
Blütenstand

### Vegetative Merkmale
Bei Maianthemum racemosum handelt es sich um eine ausdauernde krautige mit Wuchshöhen von 50 bis 90 Zentimetern. Sie breitet sich durch bis zu 30 Zentimeter lange zylindrische Rhizome aus.
Die Laubblätter sind wechselständig am Stängel angeordnet. Die einfache Blattspreite ist bei einer Länge von 7 bis 15 Zentimetern sowie einer Breite von 3 bis 6 Zentimetern länglich-lanzettlich.

### Generative Merkmale
Die Blütezeit ist das späte Frühjahr. Die Blüten befinden sich in einem 3 bis 6 Zentimeter langen traubigen Blütenstand. Die zwittrige Blüte ist dreizählig. Die sechs weißen Blütenhüllblätter sind 3 bis 6 Millimeter lang.
Die anfangs grünen bei Reife im Spätsommer roten Früchte sind rund.

## Vorkommen
Maianthemum racemosum wächst in Nordamerika in Höhenlagen bis zu 2700 Metern. Die meist robusten und üppigen Bestände befinden sich normalerweise im Halbschatten auf tiefen, feuchten, weichen Böden. Ein typisches Habitat im westlichen Nordamerika wäre eine schattige Schlucht, auch gewässerbegleitend mit Unterholz.

## Systematik
Die Erstveröffentlichung erfolgte unter dem Namen (Basionym) Convallaria racemosa durch Carl von Linné. Die Neukombination zu Maianthemum racemosum (L.) Link wurde durch Johann Heinrich Friedrich Link veröffentlicht. Weitere Synonyme für Maianthemum racemosum (L.) Link sind: Convallaria ciliata (Desf.) Poir., Polygonastrum racemosum (L.) Moench, Sigillaria ciliata (Desf.) Raf., Sigillaria multiflora Raf., Smilacina ciliata Desf., Smilacina flexicaulis Wender., Smilacina latifolia Nutt. ex Baker, Smilacina racemosa (L.) Desf., Smilacina racemosa var. cylindrata Fernald, Smilacina racemosa var. lanceolata B.Boivin, Tovaria racemosa (L.) Neck. ex Baker, Unifolium racemosum (L.) Britton, Vagnera australis Small, Vagnera racemosa (L.) Morong ex Kearney, Vagnera retusa Raf.
Je nach Autor gibt es etwa zwei Unterarten, deren Vorkommen im mittleren Nordamerika durch eine Verbreitungslücke getrennt ist:
- Maianthemum racemosum (L.) Link subsp. racemosum: Der Stängel ist bogenförmig, Laubblätter gestielt, ihre Basis zugespitzt. Spitze des dritten Laubblatts unterhalb des Blütenstands kurz zugespitzt. Östliches Nordamerika, westlich bis Oklahoma, Kansas, Nebraska North und South Dakota.[3]
- Maianthemum racemosum subsp. amplexicaule (Nuttall) LaFrankie: Der Stängel ist aufrecht, Laubblätter sitzend, ihre Basis abgerundet. Spitze des dritten Laubblatts unterhalb des Blütenstands mit abgesetzter Stachelspitze länger als zwei Millimeter. Westliches Nordamerika, östlich bis Ost-Texas, New Mexico, Colorado, Wyoming, Montana, Saskatchewan. Auch in Mexiko (Chihuahua).[3]

## Verwendung
Maianthemum racemosum ist für die Kultivierung in feuchten, humusreichen Böden von Waldflächen oder in deren Halbschatten geeignet. Sie hat den Award of Garden Merit der Royal Horticultural Society gewonnen.
Die jungen vegetativen Pflanzenteile können – solange sie zart und von ihren Blättern befreit sind – in Wasser geköchelt und gegessen werden. Ihr delikater Geruch erinnert entfernt an Spargel. Auf jeden Fall sollten sie nur dann gesammelt werden, wenn sie offenbar häufig an einem Standort sind.
Obwohl die jungen Pflanzenteile essbar sind, werden die Pflanzenteile zu faserig und bitter, sobald sie blüht oder fruchtet. Die Ojibwa-Indianer haben die unterirdischen Pflanzenteile gesammelt und diese über Nacht in alkalischem Wasser gekocht, um die Bitterstoffe zu extrahieren und die stark abführende Wirkung zu neutralisieren.
Als junge Pflanze kann Maianthemum racemosum leicht mit Arten der Gattung Veratrum verwechselt werden, hoch toxischen Pflanzenarten, mit denen sie entfernt verwandt ist. Ohne eindeutige Identifikation sollten Duftsiegel daher nicht verzehrt werden.

## Galerie

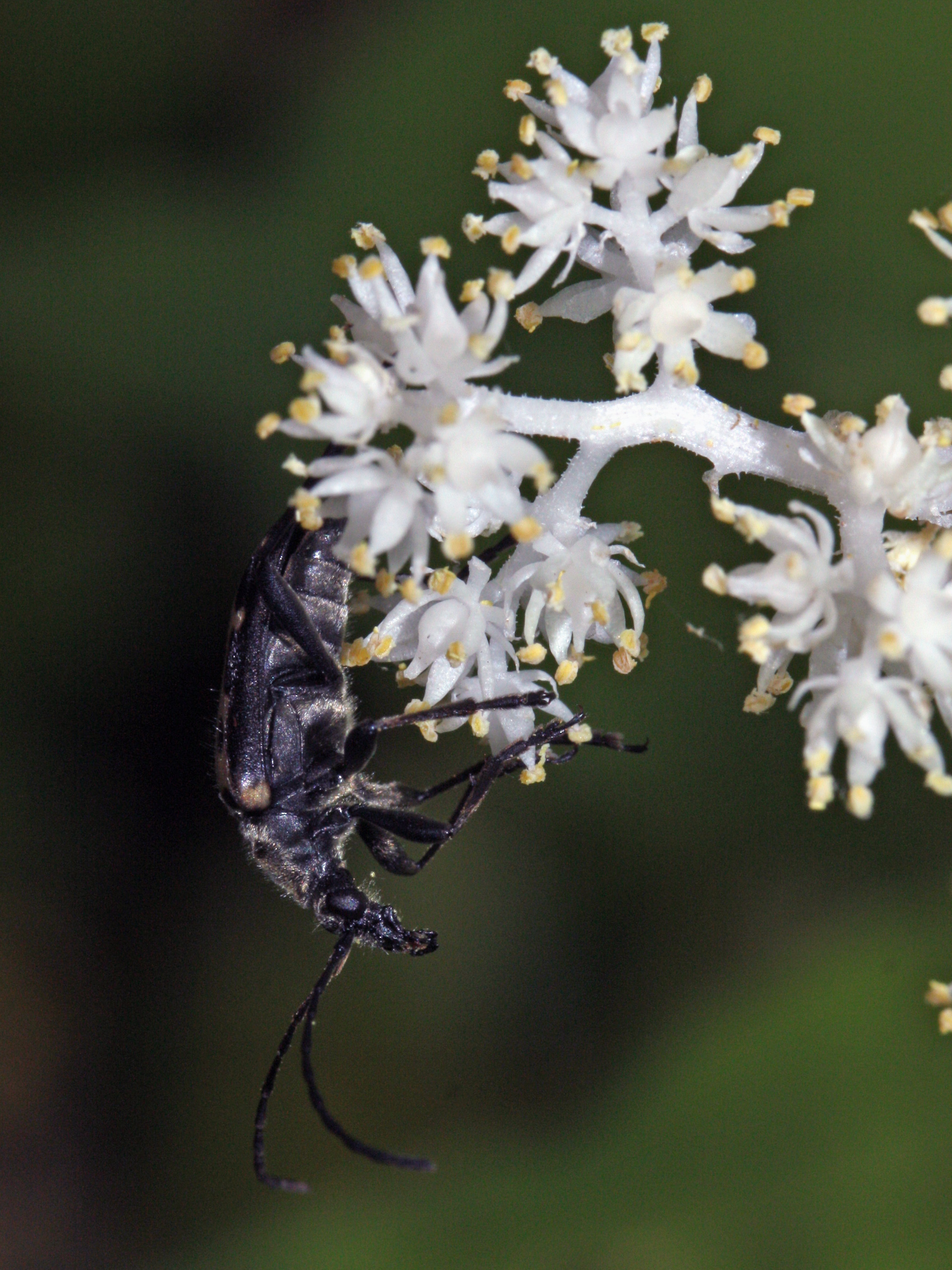
Blütenstand von Maianthemum racemosum subsp. amplexicaule
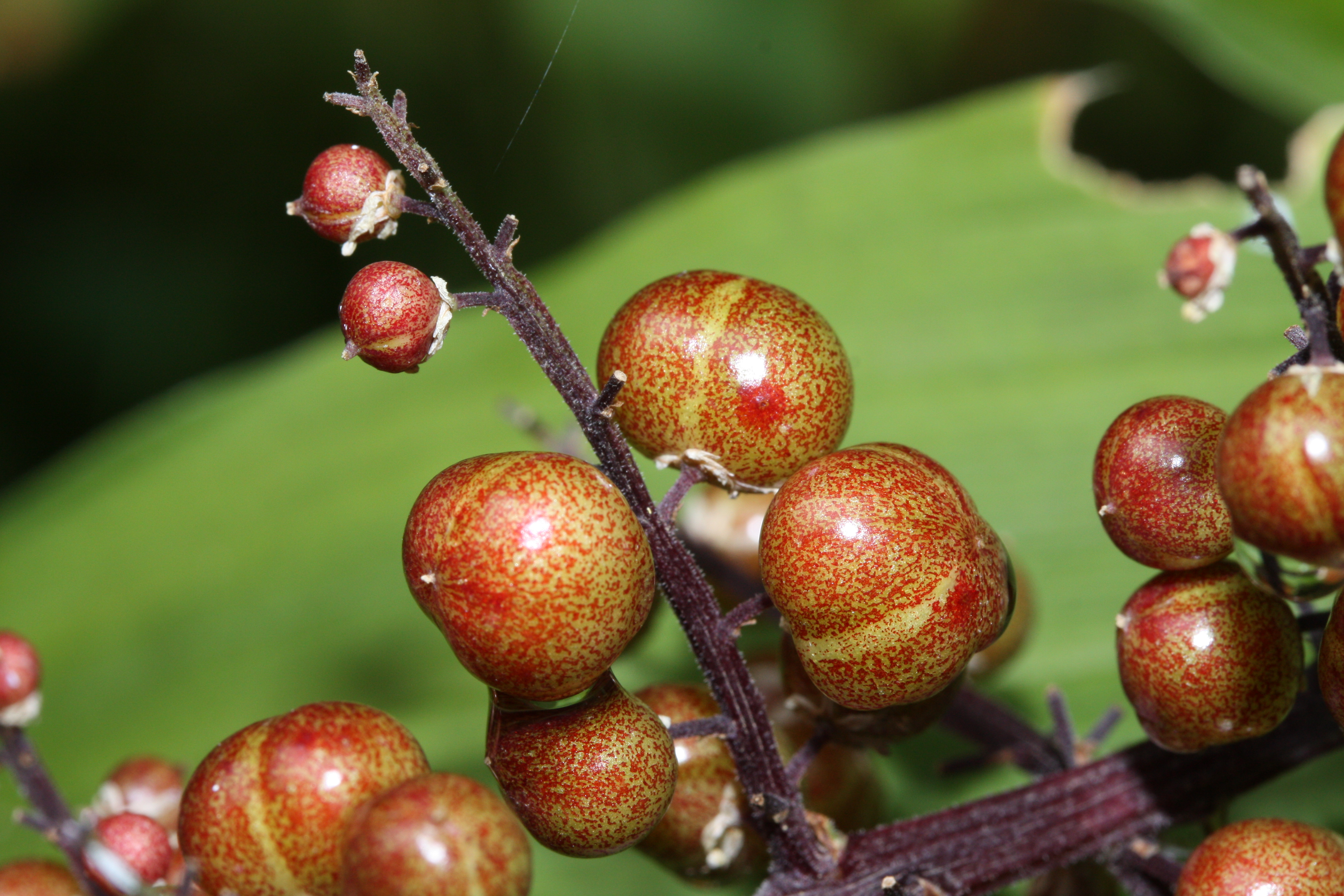
Früchte von Maianthemum racemosum subsp. amplexicaule
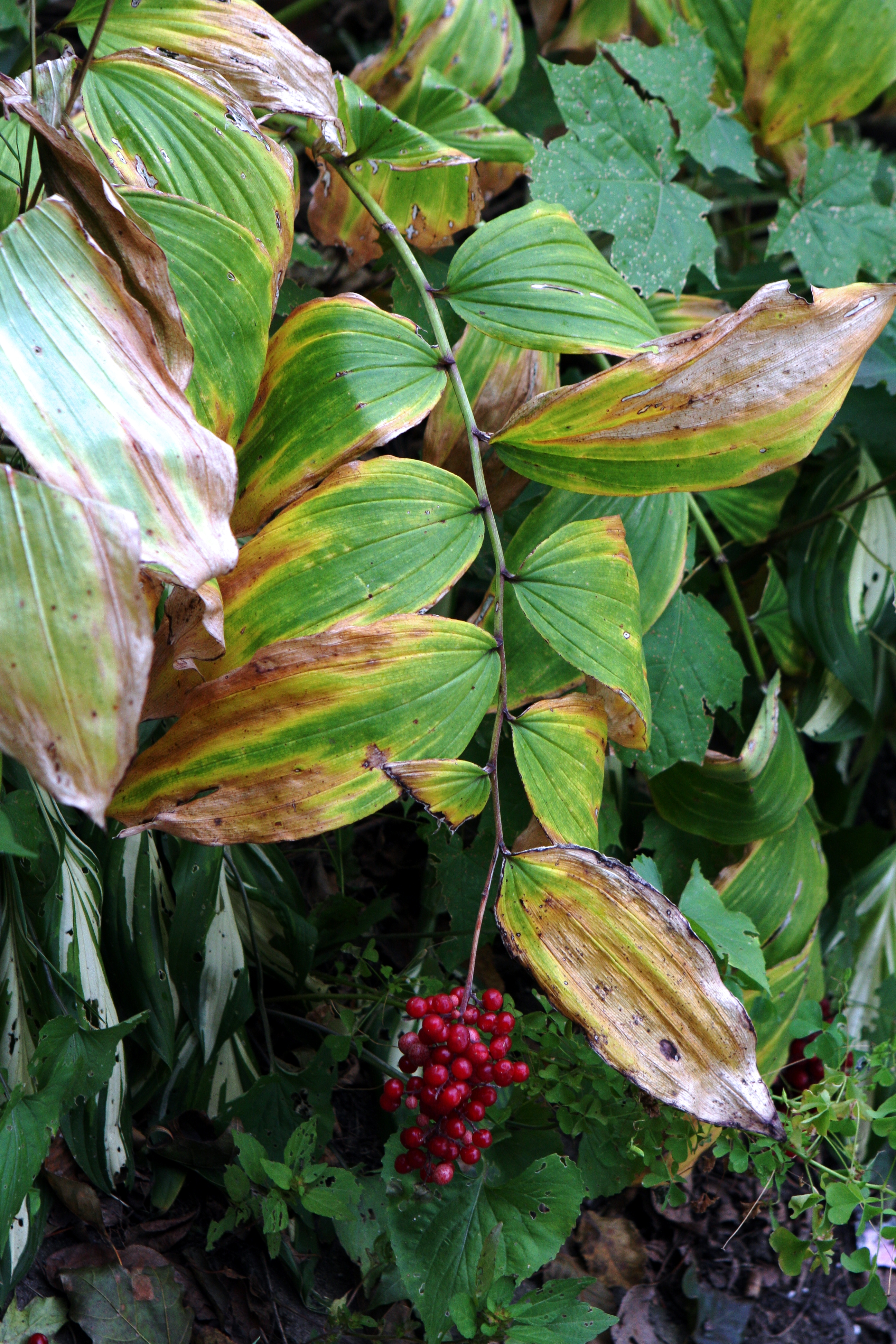
Habitus und Früchte
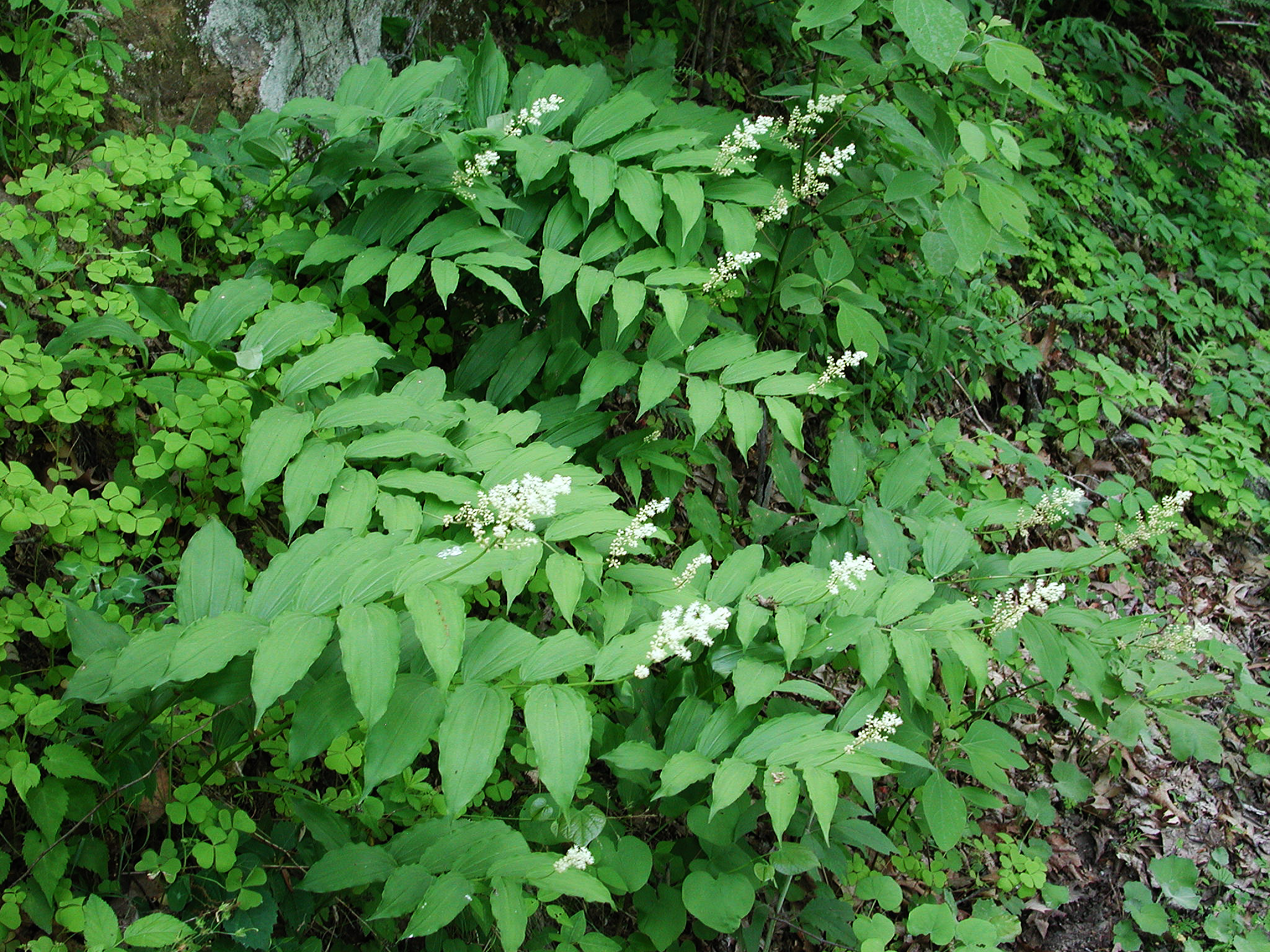
Blühende Pflanzen am Straßenrand